# Alberta Children's Hospital
Pour les articles homonymes, voir Alberta (homonymie).

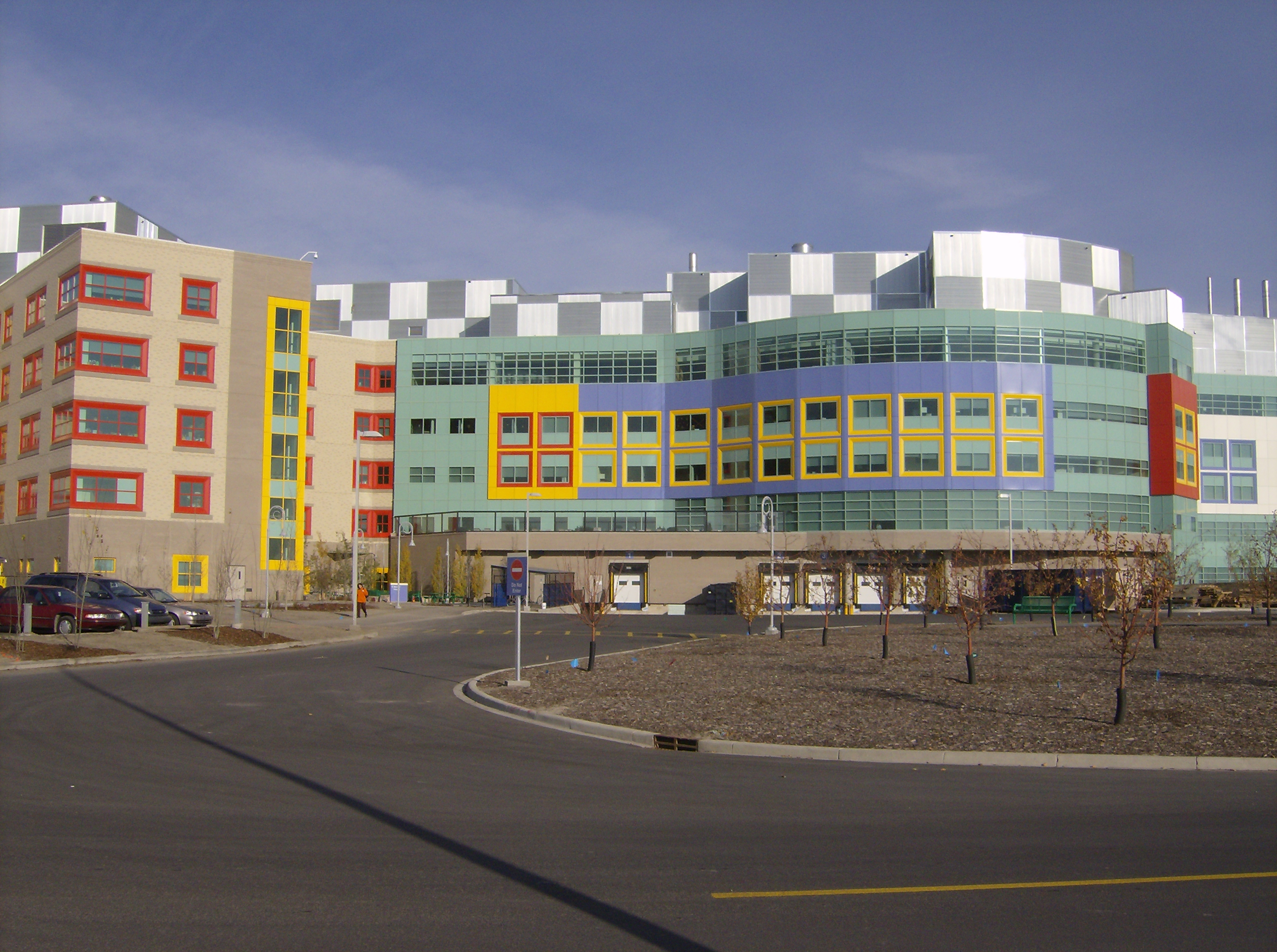
Alberta Children's Hospital.

L'Alberta Children's Hospital est un hôpital public pour enfants malades qui se trouve à Calgary, dans la province de l'Alberta, au Canada. Il est exploité par la Calgary Health Region. L'installation est située à l'extrémité ouest du campus de l'Université de Calgary.